# Wamdue Project
Wamdue Project er Chris Bran dance-projekt. Wamdue Project er primært kendt for hittet "King Of My Castle" fra 1997. Nummeret nåede #1 på UK Singles Chart og #3 på Tracklisten i Danmark.

## Diskografi
- 1996 Resource Toolbook Volume One
- 1998 Program Yourself
- 1999 Best Of
- 1999 Compendium

| Musikgruppe | Spire Denne artikel om en amerikansk musikgruppe er en spire som bør udbygges. Du er velkommen til at hjælpe Wikipedia ved at udvide den. |